# Brevipalpus obovoides
Brevipalpus obovoides är en spindeldjursart som beskrevs av De Leon 1961. Brevipalpus obovoides ingår i släktet Brevipalpus och familjen Tenuipalpidae. Inga underarter finns listade.